# Eiconaxius antillensis
Eiconaxius antillensis är en kräftdjursart som beskrevs av Eugène Louis Bouvier 1905. Eiconaxius antillensis ingår i släktet Eiconaxius och familjen Axiidae. Inga underarter finns listade i Catalogue of Life.